# Mia Barbu
Mia Barbu (n. 21 aprilie 1925, Buda, județul Ilfov, Regatul României – d. 10 decembrie 2019, România) a fost o cunoscută solistă de muzică populară și romanțe și profesoară de canto popular din România.

## Biografie
S-a născut la data de 21 aprilie 1925 în localitatea Buda, județul Ilfov.
Studiile muzicale le face la Conservatorul  din  București cu profesorii Ioan Chirescu (teorie-solfegiu), Ion Dumitrescu (armonie), Zeno Vancea (istoria muzicii), Harry Brauner și Sabin Drăgoi (folclor). Se  perfecționează apoi cu Elena Firănescu și Victoria Costescu-Duca (canto).
Pe 18 decembrie 1947 debutează la Radio București cu orchestra de muzică populară dirijată de Nicu Stănescu (va colabora cu Radiodifuziunea Română timp de 30 de ani).
Între 1951-1953 devine solistă-vocală la Ansamblul de cântece și dansuri al Capitalei. 
Între 1953-1954 cânta la Teatrul de Estradă „Constantin Tănase” din București.
Între 1954-1956 ajunge solistă-vocală la Orchestra de muzică populară a Ansamblului „Ciocârlia” din București, activând sub bagheta dirijorului Victor Predescu. 
Între 1955-1986 activează ca profesoară de canto popular la Școala de Muzică nr. 1 din București, actualul Liceu de muzică „Dinu Lipatti”.
În 1972 publică volumul „150 de Romanțe” iar în 1974 „Îndrumări metodice pentru predarea cântecului popular”.
A susținut numeroase concerte de muzică populară și romanțe, transmisii de radio și televiziune și a compus piese de muzică populară și  romanțe pe versuri proprii sau ale altor textieri.
A fost membră în juriul de creație a Festivalului de romanțe „Crizantema de Aur”, ediția a XVI-a (1983), avându-i colegi pe: Nicolae Călinoiu, Nicolae Kirculescu, Gelu Solomonescu, Vasile Veselovski, George Sbârcea, Petre Codreanu, Viorel Cosma, Ioan Budoiu, Marcel Roșca, Sabin Păutza, Dan Verona.

## Distincții
- Ordinul Meritul Cultural clasa a V-a (12 septembrie 1968) „pentru merite deosebite în activitatea muzicală”[4]

## Discografie
Înregistrările solistei Mia Barbu au fost realizate în perioada 1956-1968 la București, la casa de discuri Electrecord, dar și la Radio România.

### DiscuriElectrecord
| An   | Număr de catalog | Format                 | Piese                                                                                      | Acompaniament                                     |
| 1956 | EPA 2003         | shellac, 25 cm, 78 RPM | Păsărică, mută-ți cuibul                                                                   | O.M.P.R., dirijor Radu Voinescu                   |
| 1956 | EPA 2282         | shellac, 25 cm, 78 RPM | Alunaș cu aluni mărunte                                                                    | Orchestra „Electrecord”, dirijor Ionel Budișteanu |
| 1956 | EPA 2286         | shellac, 25 cm, 78 RPM | Vino mamă să mă vezi                                                                       | Orchestra „Electrecord”, dirijor Ionel Budișteanu |
| 1959 | EPA 2668         | shellac, 25 cm, 78 RPM | Sunt la maica numai una                                                                    | O.M.P.R., dirijor Radu Voinescu                   |
| 1965 | EPC 582          | vinil, 17 cm, 33 ⅓ RPM | 1. Mai lin, dorule, mai lin 2. Cântă cuce, limba-ți pice                                   | orchestra Nicu Stănescu                           |
| 1968 | EPC 912 Romanțe  | vinil, 17 cm, 33 ⅓ RPM | 1. Am iubit doi ochi albaștri 2. Te duci și tu 3. La fereastra casei mele 4. E prea târziu | orchestra Nicu Stănescu                           |

### ÎnregistrăriRadio România
| Anul | Format          | Piese | Acompaniament                                             | Note |
| 1956 | benzi magnetice | Păsărică, mută-ți cuibul | Orchestra de muzică populară Radio, dirijor Radu Voinescu |      |
| 1958 | benzi magnetice | Auzit-am printre flori Ce-mi spuneai, Gheorghiță-odată Lung îi Clujul și Feleacul Mândru-i codru și-nfrunzit Sunt la maica numai una Vino maică să mă vezi | Orchestra de muzică populară Radio, dirijor Radu Voinescu |      |